# Ashland (Ohio)
Ashland es una ciudad ubicada en el condado de Ashland en el estado estadounidense de Ohio. En el Censo de 2010 tenía una población de 20362 habitantes y una densidad poblacional de 700,01 personas por km².

## Geografía
Ashland se encuentra ubicada en las coordenadas 40°52′2″N 82°19′2″O / 40.86722, -82.31722. Según la Oficina del Censo de los Estados Unidos, Ashland tiene una superficie total de 29.09 km², de la cual 28.93 km² corresponden a tierra firme y (0.55%) 0.16 km² es agua.

## Demografía
Según el censo de 2010, había 20362 personas residiendo en Ashland. La densidad de población era de 700,01 hab./km². De los 20362 habitantes, Ashland estaba compuesto por el 95.76% blancos, el 1.37% eran afroamericanos, el 0.14% eran amerindios, el 1.01% eran asiáticos, el 0.11% eran isleños del Pacífico, el 0.28% eran de otras razas y el 1.33% pertenecían a dos o más razas. Del total de la población el 1.2% eran hispanos o latinos de cualquier raza.